# Décès en septembre 2002
Décès
- 1998
- 1999
- 2000
- 2001
- 2002
- 2003
- 2004
- 2005
- 2006

Pour une information complémentaire, voir la page d'aide.

| Date         | Nom                              | Activités                                                                                                   | Âge | Source |
| ------------ | -------------------------------- | --- | --- | ------ |
| 2 septembre  | Sheila May Edmonds               | mathématicienne britannique.                                                                                | 86  |        |
| 5 septembre  | René Duvillier                   | peintre français                                                                                            | 83  |        |
| 5 septembre  | David Todd Wilkinson             | astronome américain pionnier de l'étude du rayonnement thermique cosmologique                               | 67  |        |
| 8 septembre  | Lucas Moreira Neves              | cardinal brésilien, préfet de la Congrégation des évêques                                                   | 76  |        |
| 8 septembre  | Henri Rol-Tanguy                 | figure de la Résistance communiste et de la libération de Paris                                             | 94  |        |
| 8 septembre  | Marco Siffredi                   | snowborder français                                                                                         | 23  |        |
| 11 septembre | José Riba                        | Footballeur espagnol.                                                                                       | 79  | (en)   |
| 12 septembre | Thomas Papadoperakis             | peintre grec                                                                                                | 58  |        |
| 14 septembre | Henri Fenet                      | commandant SS français                                                                                      | 83  |        |
| 14 septembre | Lolita Torres                    | Actrice et chanteuse argentine                                                                              | 72  |        |
| 16 septembre | François Xavier Nguyen Van Thuan | cardinal vietnamien de la curie romaine                                                                     | 74  |        |
| 17 septembre | José Iborra                      | Footballeur espagnol                                                                                        | 94  | (en)   |
| 18 septembre | Mauro Ramos                      | Footballeur international brésilien.                                                                        | 72  |        |
| 19 septembre | Général Robert Guéï              | auteur d'un coup d'État en Côte d’Ivoire en 1999 puis dirigeant de la junte au pouvoir jusqu'à octobre 2000 | 61  |        |
| 19 septembre | Marcellin Yacé                   | producteur, musicien et arrangeur ivoirien                                                                  | 39  |        |
| 21 septembre | Henry Pybus Bell-Irving          | homme politique canadien                                                                                    | 89  | (en)   |
| 21 septembre | Robert Forward                   | physicien et auteur américain                                                                               | 70  |        |
| 22 septembre | Anthony Milner                   | compositeur, professeur et chef d'orchestre britannique                                                     | 77  | (en)   |
| 22 septembre | Raoul Rémy                       | coureur cycliste français                                                                                   | 82  |        |
| 23 septembre | John Baptist Wu Cheng-Chung      | cardinal chinois, évêque de Hong Kong                                                                       | 77  |        |
| 25 septembre | Joffre Dumazedier                | sociologue français                                                                                         | 86  |        |
| 26 septembre | Philippe Tailliez                | dernier des « Mousquemers »                                                                                 | 97  |        |
| 30 septembre | Ellis Larkins                    | pianiste de jazz américain                                                                                  | 79  |        |
| 30 septembre | Freddy Tiffou                    | peintre franco-algérien                                                                                     | 69  |        |